# 叶肇昌
叶肇昌，字树藩，本名方济各-沙勿略·第尼斯（François-Xavier Diniz，1869年7月—1943年8月6日），澳门土生葡人，天主教神父，建築設計師，長期定居於上海。

## 生平
叶肇昌生于上海虹口。其父母是移居上海經商的澳门土生葡人。叶肇昌的两个姐姐分别在上海的拯亡会和圣衣会修道，哥哥是耶稣会的神父。叶肇昌曾就读於聖芳濟書院。毕业后他在上海英商道达洋行任学徒，学习建筑。
1896年，叶肇昌進入徐家汇大修院学习，同時加入耶穌會。1903年，叶肇昌在土山灣孤兒院創辦聖若瑟軍樂隊，他還通過口述並讓上海籍傳教士張石漱用上海話寫了一本音樂教科書《方言西樂問答》，教導土山灣孤兒院的學生。1905年，叶肇昌晋铎，被派往安徽水東傳教。一年後回到上海。1912年至1913年期間，叶肇昌前往法国的国立高等美术学院进修建筑学。叶肇昌曾經出任上海徐家汇天主堂的监理，並且為徐匯公學設計崇思樓，他還設計了佘山进教之佑圣母大殿、交通大学老图书馆、上海交通大学医学院东部老教学楼。叶肇昌也曾在徐匯公學教書。
叶肇昌最終在上海病逝。